# Mikroglia
Mikroglia, auch Hortega-Zellen, sind multifunktionale Gliazellen im Parenchym des zentralen Nervensystems (ZNS) und werden zu den Gewebsmakrophagen gezählt. Sie gehen nicht auf Vorläufer aus dem Knochenmark zurück, sondern auf Dottersackzellen und machen etwa 10–15 Prozent der Gliazellen aus. Als Bindeglied zwischen Nerven- und Immunsystem tasten sie im intakten Gehirn ihre Umgebung ab und beseitigen durch Phagozytose und Pinozytose Abfallstoffe und Zellreste. Durch Abbau bzw. Stärkung von Synapsen tragen sie zur neuronalen Plastizität bei. Im infizierten oder verletzten Gehirn dämmen sie Schäden ein, bekämpfen Erreger, locken weitere Immunzellen an und präsentieren ihnen Antigene. Während sie bei akuten Störungen entzündungshemmend wirken, können sie bei länger andauernden Störungen zu chronischen Entzündungen beitragen.

## Herkunft und Entwicklung
Im Unterschied zu fast allen anderen Wirbeltier-Zellen stammen Mikroglia ausnahmslos von Vorläufern aus dem Dottersack ab. Sie gehen also nicht auf hämatopoetische Stammzellen im Knochenmark zurück wie andere Immunzellen, mit der Ausnahme einiger Gewebsmakrophagen.
Bei Mäusen wandern die ersten amöboiden Vorläuferzellen etwa ab dem 7. Tage der Embryonalentwicklung aus dem Dottersack in das sich entwickelnde ZNS ein, zunächst über Blutgefäße, dann kriechend, da es im Neuroepithel noch keine Gefäße gibt. Sie sind die ersten Gliazellen im künftigen Gehirn; Astrozyten und Oligodendrozyten bilden sich erst später aus dem Neuroektoderm. Beim Menschen besiedeln die Dottersack-Zellen das ZNS in Schwangerschaftswoche 4–5; eine zweite Einwanderungswelle in Schwangerschaftswoche 12–13 ist auf Weiße Substanz beschränkt. Nach ihrer Ansiedlung ändern die Mikroglia ihre Gestalt; sie bilden zahlreiche verzweigte Ausläufer. Nach der Geburt vermehren sie sich zudem massiv.
Zwar können auch aus dem Knochenmark stammende Monozyten in das Gehirn einwandern und dort zu Makrophagen heranreifen. Aber das geschieht überwiegend bei Entzündungen, und diese Makrophagen siedeln sich nicht auf Dauer an, sondern gehen nach dem Ereignis zugrunde oder wandern wieder in den Blutkreislauf aus.

## Gestalt und Ausstattung

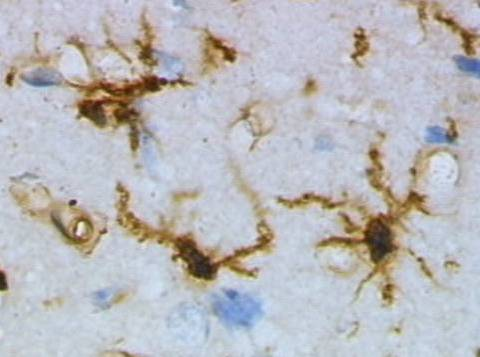
Mit Lektinen markierte Mikroglia (braun)

Kurz nach der Geburt sind Mikroglia noch amöboid; in den folgenden Wochen verzweigen sie sich immer stärker.
Reife Mikroglia unterscheiden sich im Ruhezustand deutlich von Makrophagen: Vom relativ kleinen, stationären Zellkörper gehen zahlreiche reich verzweigte und hochdynamische Ausläufer ab, die die Umgebung abtasten und Kontakt mit Neuronen und anderen Gliazellen (Oligodendrozyten und Astrozyten) aufnehmen können.
Bei einer Aktivierung verdickt sich der Zellkörper, die Ausläufer werden kürzer und sind weniger verzweigt. Um Objekte durch Phagozytose zu beseitigen, nehmen die Zellen eine amöboide Gestalt an. Dabei bildet die Zelle einen dicken Ausläufer in Richtung des Zielobjekts; der Rest der Zelle wird ggf. nachgezogen.
Reife Mikroglia tragen zahlreiche Rezeptoren, deren Liganden sich überwiegend auf den Axonen und Dendriten der Neuronen befinden oder von diesen ausgeschieden werden. Darunter sind Zytokine wie TGF-β, Chemokine wie CX3CL1 (Fraktalkin), Nukleotide wie Adenosintriphosphat (ATP), Hormone und Neurotransmitter. Mikroglia können ihrerseits Zytokine und die Wachstumsfaktoren IGF1 und BDNF ausscheiden, um die Zellen in ihrer Umgebung zu beeinflussen und Immunzellen aus den Blutgefäßen und der Hirnhaut chemotaktisch anzulocken. Sie exprimieren zudem MHC-Klasse-I- und -Klasse-II-Komplexe, auf denen sie Antigene präsentieren können.
Die Proteinproduktion ändert sich mit dem Aktivierungsgrad der Mikroglia und der Lebensphase: Bei Erkrankungen oder chronischem Stress und im Alter schütten Mikroglia mehr entzündungsfördernde Zytokine aus und bilden weniger Rezeptoren für das neuronale Chemokin CX3CL1, das auf sie deaktivierend wirkt. Während der vor- und nachgeburtlichen Entwicklung des Gehirns und im intakten adulten Gehirn produzieren Mikroglia viel CX3CL1-Rezeptor und Phagozytose-Proteine. Zugleich stellen sie dann nur wenige MHC-Klasse-I- und -Klasse-II-Komplexe, Kostimulatoren und Integrine her. Ob Mikroglia entzündungsfördernd wirken wie klassisch aktivierte Makrophagen oder entzündungshemmend wie alternativ aktivierte Makrophagen, hängt also vom Alter und Zustand des ZNS ab.
Wenn die Mikroglia-Zellen aktiviert sind, können sie neurotoxisch wirken, zum Verlust von Oligodendrozyten und deren Vorläuferzellen führen, und damit demyelinisierend wirken. Im Hippocampus zeigte sich durch Mikroglia-Aktivierung eine Hemmung der Neurogenese, die mit einer verminderten Gedächtnisleistung korrelierte. Ein wichtiger Aktivator der Mikroglia scheint das Chemokin CCL11 zu sein, das mit Altern und Hemmung der Neurogenese in Zusammenhang gebracht wurde. Auch bei Long COVID wurden erhöhte Serumspiegel von CCL11 gefunden. CCL11 und eine Mikroglia-Aktivierung wurden auch mit Störungen der Aufmerksamkeit und dem Brain Fog bei Long COVID assoziiert, so dass untersucht wird, ob CCL11 ein Biomarker für neuroinflammatorische Zustände sein könnte, wie bei Long COVID oder bei Fatigue nach Grippe und anderen viralen infektionen.
In präklinischen Studien konnte bei einigen nichtsteroidalen Entzündungshemmern und bei Tetrazyklin eine Hemmung der aktivierten Mikroglia gefunden werden, ebenso bei Pexidartinib, einem CSF1-Rezeptor-Inhibitor.

## Funktion während der Entwicklung des Gehirns
Während der embryonalen und kindlichen Entwicklung des Gehirns stirbt etwa die Hälfte aller unreifen Neuronen kontrolliert ab, zum Beispiel weil sie keine funktionsfähigen Synapsen ausbilden können. Diese Apoptose wird entweder von ihnen selbst oder von benachbarten Mikroglia ausgelöst, etwa durch die Ausschüttung von reaktiven Sauerstoffspezies. Die Mikroglia beseitigen sie anschließend durch Phagozytose, damit die Zellreste keine Entzündung auslösen. In dieser Phase vermehren sich die Mikroglia stark und versammeln sich – von den sterbenden Neuronen chemotaktisch angelockt – in Gehirnregionen, in denen viele Überreste beseitigt werden müssen.
Mikroglia können die vor- und nachgeburtliche Neurogenese und das Überleben von Neuronen und Oligodendrozyten aber auch durch den Wachstumsfaktor IGF1 unterstützen.
Vor und nach der Geburt beteiligen sie sich am synaptischen Pruning, also am Abbau wenig genutzter Synapsen, und stabilisieren so die Signalübertragung über die verbleibenden Synapsen. Vermittelt über CX3CL1 und Proteine des Komplementsystems, umhüllen die Ausläufer der Mikroglia präsynaptische Endigungen und dendritische Dornen und bauen sie ab. Ohne dieses Pruning überzähliger Synapsen kommt es je nach betroffener Gehirnregion zu unterschiedlichen kognitiven Beeinträchtigungen (Gedächtnis, Motorik, Angstverhalten usw.).
Mit ihrer selektiven Unterstützung und Beseitigung von Synapsen tragen Mikroglia auch zur neuronalen Plastizität bei, denn sie reagieren auf Veränderungen in der neuronalen Signalübertragung. Im visuellen Cortex junger Mäuse, die einige Tage im Dauerdunkel verbringen, bauen sie die nicht mehr benötigten Synapsen durch Phagozytose ab. Der Prozess ist umkehrbar: Nach der Rückkehr in normale Lichtverhältnisse entstehen im visuellen Cortex der Versuchstiere neue Synapsen.

## Funktion im intakten Gehirn
Auch im adulten Gehirn tasten Mikroglia mit zahlreichen Ausläufern ständig ihre Umgebung ab. Sie reagieren auf Signale an den Oberflächen der Neuronen und Gliazellen sowie in der Gewebsflüssigkeit, etwa ATP, indem sie Synapsen entweder stabilisieren oder abbauen. Die Ausläufer gehören zu den dynamischsten Zellstrukturen im Körper; sie wachsen oder schrumpfen mit etwa 1,5 Mikrometer pro Minute und nehmen dabei durch Pinozytose viel Flüssigkeit auf. Diese ständige Aktivität verbraucht viel Energie, erhält aber die Homöostase im ZNS und ermöglicht schnelle Reaktionen auf Störungen wie Verletzungen.
Im Thalamus, Kortex und Hippocampus unterstützen Mikroglia auch bei Erwachsenen die neuronale Plastizität und ermöglichen so weiterhin das Lernen und Anpassungen an Umweltbedingungen. Ihre Ausläufer überprüfen eine Synapse etwa einmal pro Stunde für ungefähr fünf Minuten. Vermittelt durch TGF-β und die Komplementproteine C1q und C3, bauen sie defekte oder nicht mehr benötigte Synapsen ab.
In Gehirnregionen, in denen es auch bei Erwachsenen noch neuronale Stammzellen gibt, unterstützen die Mikroglia weiterhin die Neurogenese. Außerdem tragen sie zum Immunprivileg des Gehirns bei, indem sie entzündungshemmende Signalstoffe ausscheiden, Th1-Antworten von Immunzellen dämpfen und die Reparatur von beschädigtem Nervengewebe veranlassen.
Trotz der Blut-Hirn-Schranke stehen Mikroglia mit der Peripherie im Austausch, etwa über Zytokine oder kurzkettige Fettsäuren, die aus dem Blut ins Gehirn transportiert werden. In Tierversuchen beeinflussen so beispielsweise Darmbakterien und -parasiten das Aktivitätsniveau der Mikroglia im Gehirn.

## Funktion bei sterilen Verletzungen
Bei einer sterilen Verletzung des ZNS werden die Mikroglia fokal aktiviert: Sie ziehen ihre Ausläufer ein und nehmen eine amöboide Gestalt an, kriechen ggf. in die betroffene Region und strecken dort in Richtung der Verletzung einen langen und breiten Ausläufer aus. Sie beseitigen sterbende Zellen und ausgetretene Zellbestandteile durch Phagozytose. Ausgelöst wird dieses Verhalten unter anderem durch Nukleotide wie ATP und UDP aus den verletzten Zellen.
Nach einer Ischämie oder einem ischämischen Schlaganfall dauern die üblichen Kontrollkontakte zwischen Mikroglia und Synapsen länger an. Synapsen, die durch den Sauerstoffmangel beschädigt wurden, werden abgebaut.
Nach einer Kompression der Hirnhaut umhüllen wabenförmige Mikroglia einzelne Astrozyten in der Glia limitans und helfen so, diese Barriere zwischen Hirnhaut und Gehirn-Parenchym zu festigen. Tote Astrozyten und andere Zellen in der Barriere werden durch Phagozytose beseitigt.

## Funktion bei Infektionen
Nach einer Infektion sorgen Mikroglia für eine schnelle erste Abwehrreaktion. Mit ihren Pattern Recognition Receptors (PRRs) registrieren sie Pathogene. Bei ihrer Aktivierung vermehren sie sich, sie nehmen eine amöboide Gestalt an und wandern zum Infektionsort. Je nach Lage schütten sie entzündungsfördernde oder -hemmende Zytokine, Chemokine, Wachstumsfaktoren, Komplementproteine, Stickstoffmonoxid, Matrix-Metalloproteasen (MMP) und reaktive Sauerstoffspezies aus. Damit dämmen sie die Ausbreitung der Pathogene ein, und sie locken weitere Immunzellen an. Auf ihren MHC-Klasse-I- und -II-Komplexen können sie T-Lymphozyten-Antigene präsentieren und so die antigenspezifische erworbene Abwehr aktivieren. Diese eliminiert die meisten Pathogene, kann aber auch das umliegende ZNS-Gewebe schädigen.
Aktivierte Mikroglia sind morphologisch und funktionell schwer von Makrophagen zu unterscheiden, die bei Infektionen aus eingewanderten Monozyten entstehen und die Mikroglia unterstützen.

### Parasiten
Einzeller wie Toxoplasma gondii, Trypanosomen oder Plasmodien kann das Immunsystem wegen ihrer Größe oft nicht ganz eliminieren. Stattdessen schließt es sie in Zysten ein. Um eine Infektion mit T. gondii einzudämmen, schütten durch Interferon-γ aktivierte Mikroglia ihrerseits Interferon-γ aus, und sie kooperieren mit weiteren Immunzellen. Sie locken zum Beispiel mit dem Chemokin CXCL10 zytotoxische CD8+-T-Lymphozyten an.
Eine chronische Infektion mit T. gondii löst normalerweise keine Neurodegeneration aus, da die Mikroglia unter dem Einfluss der Erreger kaum Antigene präsentieren und die Immunreaktion durch die Ausschüttung der entzündungshemmenden Zytokine TGF-β und Interleukin-10 dämpfen: Statt schwere Gehirnschäden durch eine anhaltend energische Abwehrreaktion zu riskieren, toleriert das Gehirn die Parasiten, solange sie sich nicht stark vermehren.

### Bakterien
Bakterien können etwa bei einer Ohren- oder Nasennebenhöhlenentzündung ins Gehirn gelangen. Anders als Parasiten sind sie klein genug, um sie zu beseitigen. Wenn Mikroglia mithilfe ihrer Toll-like Receptors (TLRs) typische Bakterienbestandteile wie Lipopeptide, Lipopolysaccharide oder CpG-DNA wahrnehmen, vermehren sie sich, spüren die Pathogene auf und vertilgen sie. Die Phagozytose ist besonders effektiv, wenn die Bakterien mit Komplementproteinen markiert sind.
Je nach den lokalen Bedingungen können Mikroglia die umliegenden Neuronen durch entzündungshemmende Signale schützen oder eine Entzündung fördern, die außer den Bakterien auch Neuronen zerstören kann. Neuroprotektiv wirkt etwa das mit TGF-β verwandte Zytokin Activin A, das auch an der Remyelinisierung bereits geschädigter Neuronen beteiligt ist. Durch die Produktion von Stickstoffmonoxid und reaktiven Sauerstoffspezies können Mikroglia den Neuronen dagegen schaden.

### Viren
Viren sind die häufigsten Pathogene im ZNS. Da sie sich im Zellinneren verbergen und nicht einfach durch Phagozytose eliminiert werden können, nehmen Mikroglia bei einer viralen Infektion nicht dieselbe Gestalt an wie bei einer sterilen Verletzung oder einer Bakterieninfektion. Statt einen einzelnen dicken Phagozytose-Ausläufer zu bilden, behalten sie zahlreiche Ausläufer, die sich aber verkürzen und schwächer verzweigt sind als im Ruhezustand.
Bei einer akuten viralen Infektion können Mikroglia zahlreiche entzündungsfördernde Zytokine sowie Stickstoffmonoxid ausschütten. Das hemmt die innerzelluläre Vermehrung der Viren, bis die effizientere adaptive Abwehr bereit ist, die infizierten Zellen auszulöschen. Zur Aktivierung antiviraler T-Zellen steigern die Mikroglia die Expression der Kostimulatoren CD40 und CD86 sowie der MHC-Klasse-I und -Klasse-II-Komplexe, um zahlreiche virale Antigene zu präsentieren.
Mikroglia können auch selbst von Viren infiziert werden. Sie sind zum Beispiel ein Reservoir für HIV-1.

## Alterung
In alten Mäusen ist das Zytoplasma der Mikroglia verdichtet, die Zellkörper sind größer und die Ausläufer kürzer, dicker und weniger beweglich als in jungen Mäusen. In ihrem Inneren sammeln sich durch Phagozytose aufgenommene Zellfragmente an, die nicht mehr richtig abgebaut werden.
Ein Teil der Mikroglia wird seneszent, lässt sich also nicht mehr richtig aktivieren und kann auch keine defekten Neuronen und dysfunktionalen Synapsen mehr abbauen, was zum allmählichen kognitiven Abbau beiträgt. Andere sind überaktiv: Auch ohne Erkrankung exprimieren sie mehr entzündungsfördernde Zytokine, Komplementproteine, Pattern Recognition Receptors, reaktive Sauerstoffspezies usw. als zuvor. Zugleich stellen sie weniger entzündungshemmende Zytokine wie Interleukin-10 und TGF-β, weniger Aktivierungsinhibitoren wie CD200 und weniger CX3CL1-Rezeptoren her. Beides begünstigt die Entstehung und Chronifizierung von Entzündungen im ZNS.

## Neurodegenerative Erkrankungen
Alzheimer-Krankheit, Parkinson-Krankheit, Chorea Huntington und Amyotrophe Lateralsklerose zeichnen sich durch abnorme Protein-Aggregate aus, die sich vor allem in Neuronen ansammeln. Durch die Phagozytose absterbender Neuronen wirken die Mikroglia anfangs neuroprotektiv. Dann erschöpft sich ihre Fähigkeit zum Abbau der aufgenommenen fehlgefalteten Proteine, bei Alzheimer-Demenz etwa Beta-Amyloid.
Durch die Ansammlung der Aggregate werden Mikroglia chronisch aktiviert; sie geraten unter oxidativen Stress und schütten entzündungsfördernde Substanzen aus, die die Neurodegeneration verstärken. In diesem Zustand reagieren sie nicht mehr angemessen auf entzündungshemmende Zytokine oder neuronale Signale.
Bei Mäusen haben solche Mikroglia ein elektronendichtes, also unter dem Mikroskop dunkel erscheinendes Cytoplasma und Kernplasma; ihre Mitochondrien sind defekt, ihr endoplasmatisches Retikulum ist ausgedehnt. Ihre stark verzweigten, dünnen Ausläufer nehmen öfter als gewöhnlich Kontakt zu den umliegenden Synapsen auf und umschlingen präsynaptische Endigungen, dendritische Dornen oder ganze Synapsen.

## Multiple Sklerose
Auch an Multipler Sklerose und ihrem Tiermodell Experimentelle autoimmune Enzephalomyelitis sind Mikroglia beteiligt. Im Frühstadium der Erkrankung führt ein unbekannter Auslöser zu einer Entzündung im Gehirn. Diese aktiviert zum einen die Mikroglia und veranlasst sie zum Anlocken von Monozyten aus dem Blut. Zum anderen wird die Blut-Hirn-Schranke durchlässig, sodass autoreaktive T-Lymphozyten ins Gehirn eindringen. Sowohl die aus den Monozyten entstehenden Makrophagen als auch die Mikroglia präsentieren ihnen auf ihren MHC-Klasse-II-Komplexen neuronale Autoantigene, sodass die aktivierten T-Lymphozyten entzündungsfördernde Zytokine ausschütten. Diese Zytokine locken weitere Immunzellen wie Makrophagen, dendritische Zellen, Mastzellen und B-Lymphozyten an, die gemeinsam die Myelinschicht der Neuronen angreifen. Die Demyelinisierung lässt schließlich Nervenzellen absterben.